# Personal im KZ Mittelbau-Dora

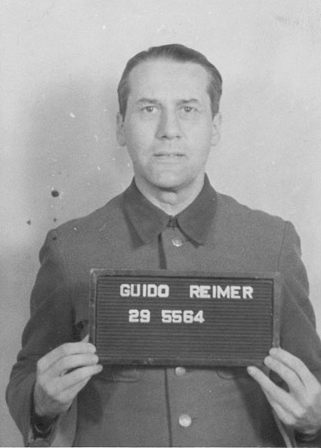
Guido Reimer (* 31. Juli 1901 in Ronsperg; † ?) war als SS-Obersturmführer Kommandeur des SS-Sturmbanns im Konzentrationslager Buchenwald. Im Dachauer Buchenwald-Prozess wurde er zum Tode verurteilt (später in lebenslange Haft umgewandelt).

Das Personal im KZ Mittelbau-Dora arbeitete zur Zeit des Nationalsozialismus im KZ Mittelbau-Dora. Die personelle Aufteilung war für die Konzentrationslager einheitlich vorgegeben durch die Inspektion der Konzentrationslager (IKL). Im KZ Mittelbau-Dora gab es sechs Abteilungen, die unterschiedliche lagerbezogene Aufgaben wahrnahmen. Die Struktur der Konzentrationslager im Aufbau der Abteilungen richtete sich jedoch nach der Größe der KZ. Somit besaßen nicht alle Konzentrationslager diese für das KZ Mittelbau-Dora aufgelistete Zusammenstellung der Abteilungen.

## Umfang und Zusammensetzung des Lagerpersonals
Das Lagerpersonal umfasste im Juni 1944 1000 Personen. Nachdem das KZ Mittelbau im Oktober 1944 eigenständiges Konzentrationslager wurde, waren mit Gründung des SS-Totenkopfsturmbanns Mittelbau ab Ende 1944 dort etwa 3300 SS-Männer im Einsatz. Nach der Evakuierung des KZ Auschwitz kamen weitere SS-Männer ins KZ Mittelbau, was zu einem Anstieg des Lagerpersonals führte. Über die Hälfte der Wachmannschaften waren ursprünglich Angehörige der Luftwaffe und wurden erst am 1. September 1944, einige Wochen vor der Gründung des SS-Totenkopfsturmbanns zur Waffen-SS überstellt. In den Wachmannschaften waren zudem sogenannte Volksdeutsche hauptsächlich aus Jugoslawien eingesetzt. Das folgend aufgeführte Personal der sechs Standortabteilungen umfasste nur etwa 15 % der Gesamtstärke des Lagerpersonals.

## Abteilung I: Kommandantur
Die Kommandantur war die oberste Instanz; der Lagerkommandant war Befehlshaber des gesamten SS-Personals. Zur Unterstützung der Lagerkommandanten fungierten die Adjutanten.
Lagerkommandanten
| Lagerkommandant | Zeitpunkt                          |
| --------------- | ---------------------------------- |
| Otto Förschner  | September 1943 bis 1. Februar 1945 |
| Richard Baer    | 1. Februar 1945 bis April 1945     |

Adjutanten
| Adjutanten        | Zeitpunkt                       |
| ----------------- | ------------------------------- |
| Hans Joachim Ritz | September 1943 bis April 1944   |
| Heinrich Detmers  | Dezember 1943 bis November 1944 |
| Kurt Heinrich     | November 1944 bis Februar 1945  |
| Karl Höcker       | Februar 1945 bis April 1945     |

## Abteilung II: Politische Abteilung (Lager-Gestapo)
Die Aufgaben der Politischen Abteilung umfassten im Wesentlichen die Bekämpfung der Lagerwiderstandsbewegung, die Verhinderung von Fluchten und Kontakten zur Außenwelt, das Anfertigen und Verwalten von Häftlingskarteien sowie die Korrespondenz mit der Gestapo, Kriminalpolizei und dem Reichssicherheitshauptamt (RSHA).
Leitung der Politischen Abteilung
| Name                               | Zeitpunkt                    |
| ---------------------------------- | ---------------------------- |
| Kriminalobersekretär Hans Huwe     | Juli 1944 bis Januar 1945    |
| Kriminalsekretär Karl Herschelmann | Januar 1945 bis Februar 1945 |
| Kriminalsekretär Krese             | Februar 1945                 |
| Hans Schurz                        | März 1945 bis April 1945     |

Weiteres Personal der Politischen Abteilung des KZ Mittelbau-Dora: Wilhelm Boger, Pery Broad

## Abteilung III: Schutzhaftlagerführung
Der Leiter der Schutzhaftlagerführung war gleichzeitig Stellvertreter des Kommandanten. Er führte in der Regel den amtlichen Schriftverkehr mit über- und untergeordneten Dienststellen. Ihm unterstanden Rapportführer, Blockführer und Kommandoführer. Sie bewachten innerhalb des Lagers und in den Außenkommandos und -lagern die Zwangsarbeiten. Sie hatten Befehlsgewalt über Funktionshäftlinge und Häftlinge.
| Name             | Funktion              | Zeitraum                      |
| ---------------- | --------------------- | ----------------------------- |
| Heinrich Forster | Schutzhaftlagerführer | Januar 1944 bis Juli 1944     |
| Hans Möser       | Schutzhaftlagerführer | Juli 1944 bis Januar 1945     |
| Franz Hößler     | Schutzhaftlagerführer | Februar 1945 bis April 1945   |
| Erhard Brauny    | Rapportführer         | August 1943 bis November 1944 |
| Otto Brinkmann   | II. Rapportführer     | Oktober 1941 bis Mitte 1943   |
| Kurt Brumm       | II. Rapportführer     | Oktober 1944 bis April 1945   |
| Josef Kestel     | Rapportführer         | ?                             |

Weiteres Personal der Abteilung Schutzhaftlagerführung im KZ Mittelbau-Dora: Xaver Stärfel, Wilhelm Dörr

## Abteilung III/E: Arbeitseinsatz
Die Abteilung Arbeitseinsatz wurde durch den Arbeitseinsatzführer geleitet. Der Arbeitsdienstführer, direkt dem SS-Wirtschafts- und Verwaltungshauptamt unterstellt, war für die Einteilung der Häftlingskommandos sowie auch deren Abordnung zu zivilen Firmen zuständig.
| Name          | Zeitpunkt                     |
| ------------- | ----------------------------- |
| Alois Kurz    | August 1943 bis Dezember 1944 |
| Rehn          | Januar 1945                   |
| Wilhelm Simon | Oktober 1943 bis März 1945    |
| Max Sell      | Februar 1945 bis April 1945   |

## Abteilung IV: Verwaltung (SS-Standortverwaltung)
An der Spitze stand der SS-Verwaltungsführer. Abteilung IV regelte die Versorgung mit Kleidung und Lebensmitteln. Das beschlagnahmte Eigentum der Häftlinge wurde hier verwaltet.
| Name          | Zeitraum                      |
| ------------- | ----------------------------- |
| Westphal      | ? – September 1944            |
| Otto Brenneis | September 1944 bis April 1945 |

## Abteilung V: Sanitätswesen (Standortarzt)
Zur Abteilung V (Sanitätswesen) gehörten die KZ-Ärzte und SS-Sanitätsdienstgrade des Krankenreviers. Der Lager- und SS-Standortarzt stellte nach der Ermordung von Häftlingen nachträglich Totenscheine mit natürlicher Todesursache aus.
Standortarzt
| Name              | Zeitraum                    |
| ----------------- | --------------------------- |
| Dr. Karl Kahr     | Januar 1944 bis Januar 1945 |
| Dr. Eduard Wirths | Februar 1945 bis April 1945 |

Weiteres Personal der Abteilung Sanitätswesen im KZ Mittelbau-Dora:
- Lagerärzte: Heinrich Plaza, Alfred Kurzke, Wilhelm Michaelsen, Heinrich Rindfleisch, Alois Gaberle
- Zahnärzte: Alfred Kaiser, Palfner

## Abteilung VI: Kulturabteilung
Die Kulturabteilung war für die Truppenbetreuung zuständig. Schulungsabende und Filmvorführungen sollten die Weltanschauung des Lagerpersonals prägen.
| Name         | Zeitraum                    |
| ------------ | --------------------------- |
| Kurt Knittel | Februar 1945 bis April 1945 |

## Wachkompanie KZ Mittelbau-Dora
Die Truppe bildete die eigentliche Wachmannschaft des KZ. Die Wachkompanie war für die Außensicherung des KZ verantwortlich, wurde teils auch im inneren KZ-Bereich eingesetzt.
Kommandeur des SS-Totenkopfsturmbann Mittelbau
| Name          | Zeitraum                       |
| ------------- | ------------------------------ |
| Josef Kollmer | Oktober 1943 bis Mai 1944      |
| Staupendahl   | September 1944 bis Januar 1945 |
| Klein         | ?                              |